# Lianetjärnen (Torrskogs socken, Dalsland)
Lianetjärnen är en sjö i Bengtsfors kommun i Dalsland och ingår i Göta älvs huvudavrinningsområde.